# ATF5
El factor de transcripción activador 5, también conocido como ATF5 (de sus siglas en inglés Activating Transcription Factor 5), es una proteína codificada en humanos por el gen atf5.

## Función
ATF5 fue descrito por primera vez por Nishizawa y Nagata, siendo clasificado como un factor de transcripción activador de la familia de proteínas de unión al elemento de respuesta a AMPc (CREB).
La proteína ATF5 es expresada en una gran variedad de tejidos, con una expresión especialmente alta en el hígado. También se encuentra presente en diversos tipos células tumorales. La expresión de ATF5 es regulada tanto a nivel transcripcional como a nivel traduccional.

## Interacciones
La proteína ATF5 ha demostrado ser capaz de interaccionar con:
- DISC1[5]
- TRIB3[6]